# Кентобе-тогайское месторождение металла
Кентобе-тогайское месторождение металла расположено в 46 км от города Каркаралы Карагандинской области (Кентобе, Тогай-I, Тогай-II). Самое крупное месторождение — Кентобе. В месторождении Кентобе есть два слоя (Основной и Восточный), состоящих из 6 рудных тел, толщина 10— 80 мт длина 2,6 км. Основная минеральная руда — магнетит. Встречаются пирротин, пирит, халькопирит, арсенопирит, галенит. Основные запасы руды превышают более 100 млн. т. Руда обрабатывается на Карагандинском металлургическом заводе.